# Muzeum Archeologiczne Bereście
Muzeum Archeologiczne Bereście (biał. Археалагічны музей «Бярэсце») – muzeum archeologiczne w Brześciu na Białorusi, na terenie Twierdzy Brzeskiej, prezentujące pozostałości średniowiecznego grodziska Słowian wschodnich (jedyne tego typu muzeum w Europie), otwarte w 1982 roku; oddział Brzeskiego Obwodowego Muzeum Krajoznawczego.

## Historia
Na pozostałości średniowiecznego grodu zalegające 4 m pod powierzchnią ziemi natrafiono w 1968 roku. Od 1969 do 1981 roku na Wyspie Szpitalnej, na terenie Twierdzy Brzeskiej prowadzono badania pod kierunkiem Piotra Łysienki, podczas których natrafiono na ślady osady Słowian wschodnich, znaleziono pozostałości przeszło 220 budynków pochodzących z XI–XIII wieku. Odkryto ponad 43 tysiące artefaktów, 66% stanowiły fragmenty ceramiczne; znaleziono m.in. muszelki kauri (porcelanki), grzebień z wyrytymi literami cyrylicą (najstarszy przykład nauki pisania z terytorium Białorusi), figurę szachową króla czy dębowe radło – jedyne takie znalezisko na terenie Europy. 18 stycznia 1972 roku podjęto decyzję o utworzeniu muzeum. Podczas tworzenia muzeum starano się jak najlepiej zachować oryginalne elementy drewnianej zabudowy, które konserwowano roztworami fenoli i poddawano obróbce cieplnej. Placówka została otwarta 2 marca 1982 roku. 29 grudnia 1997 roku grodzisko Bereście otrzymało status nieruchomego zabytku historycznego i kulturowego Republiki Białorusi. 8 stycznia 2020 muzeum otrzymało nagrodę „Za duchowe odrodzenie” za swoją działalność na rzecz zachowania dziedzictwa kulturowego oraz za utworzenie zaktualizowanej ekspozycji (m.in. dodano elementy multimedialne, zwiedzanie z okularami 3D). Muzeum jest oddziałem Brzeskiego Obwodowego Muzeum Krajoznawczego.

## Budynek
Na potrzeby prezentacji grodziska zbudowano pawilon, który chroni ekspozycję przed niekorzystnym wpływem warunków atmosferycznych. Zaprojektowali go pracownicy „Biełgosprojektu”: Wiktar Kramarenka, Michaił Winahradau i Uładzimir Szczarbina. Budynek ma wymiary 40 na 60 m, wzniesiono go z betonu, szkła i anodowanego aluminium. Pawilon nakrywa dwuspadowy dach ze świetlikiem pośrodku. Całkowita powierzchnia ekspozycji wynosi 2400 m².

## Ekspozycja
Muzeum prezentuje pozostałości średniowiecznego grodziska Bereście na Wyspie Szpitalnej w postaci wykopu o powierzchni 1118 m² z fragmentami 28 drewnianych chałup i dróg. Zachował się pierwotny układ ulic. Na wystawie na powierzchni 252 m² znajdują się znaleziska archeologiczne z grodziska pochodzące z XIII wieku, m.in. grzebienie z kości i drewna, buty, wyroby skórzane, kolczyki i bransoletki. Ekspozycja jest uporządkowana tematycznie i dotyczy m.in.: historii miasta, technik obróbki metali, drewna oraz kości, tkactwa, garbarstwa, garncarstwa. Muzeum prezentuje ok. 1200 eksponatów.

## Galeria

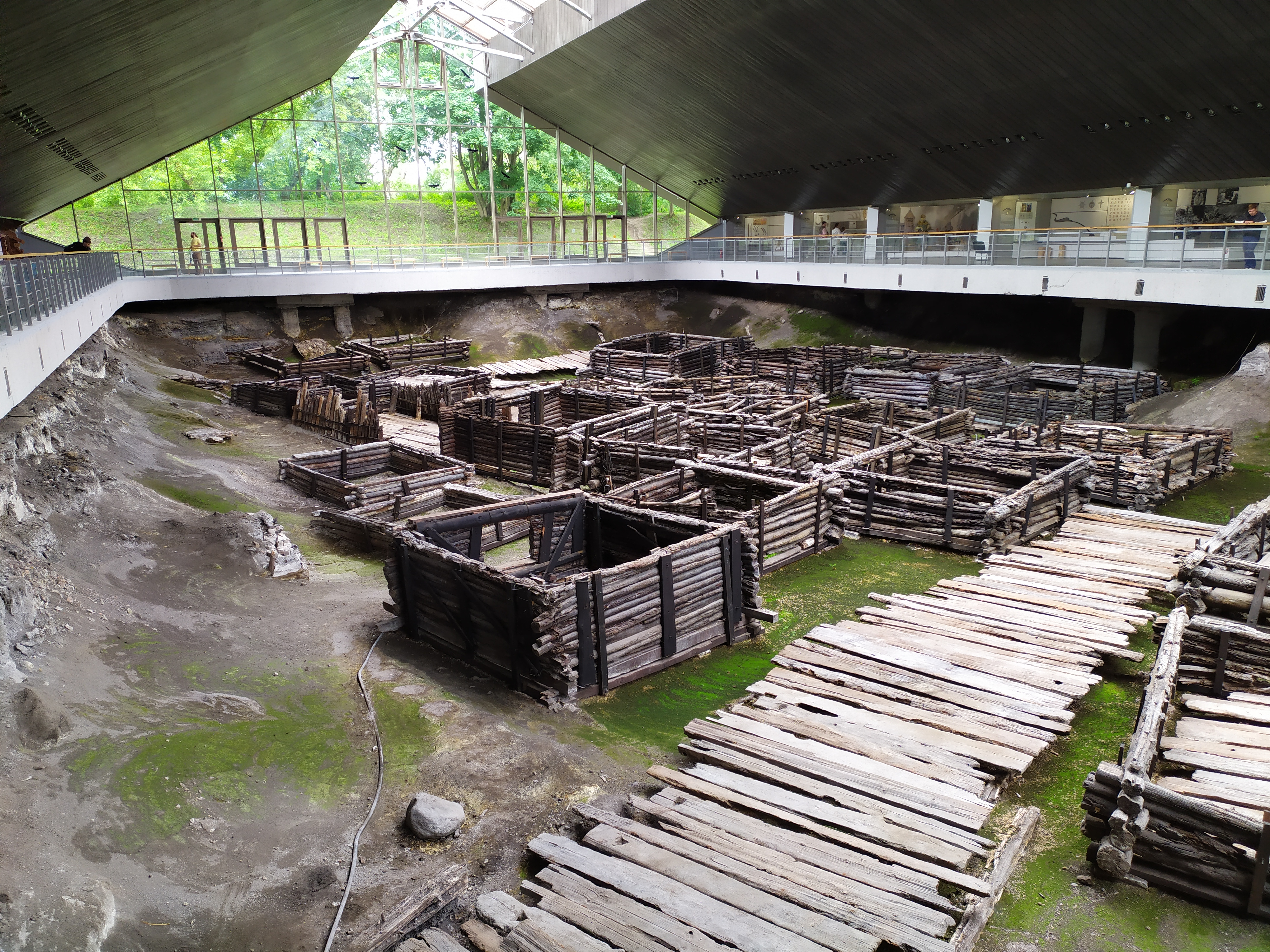
Wykop (2021)
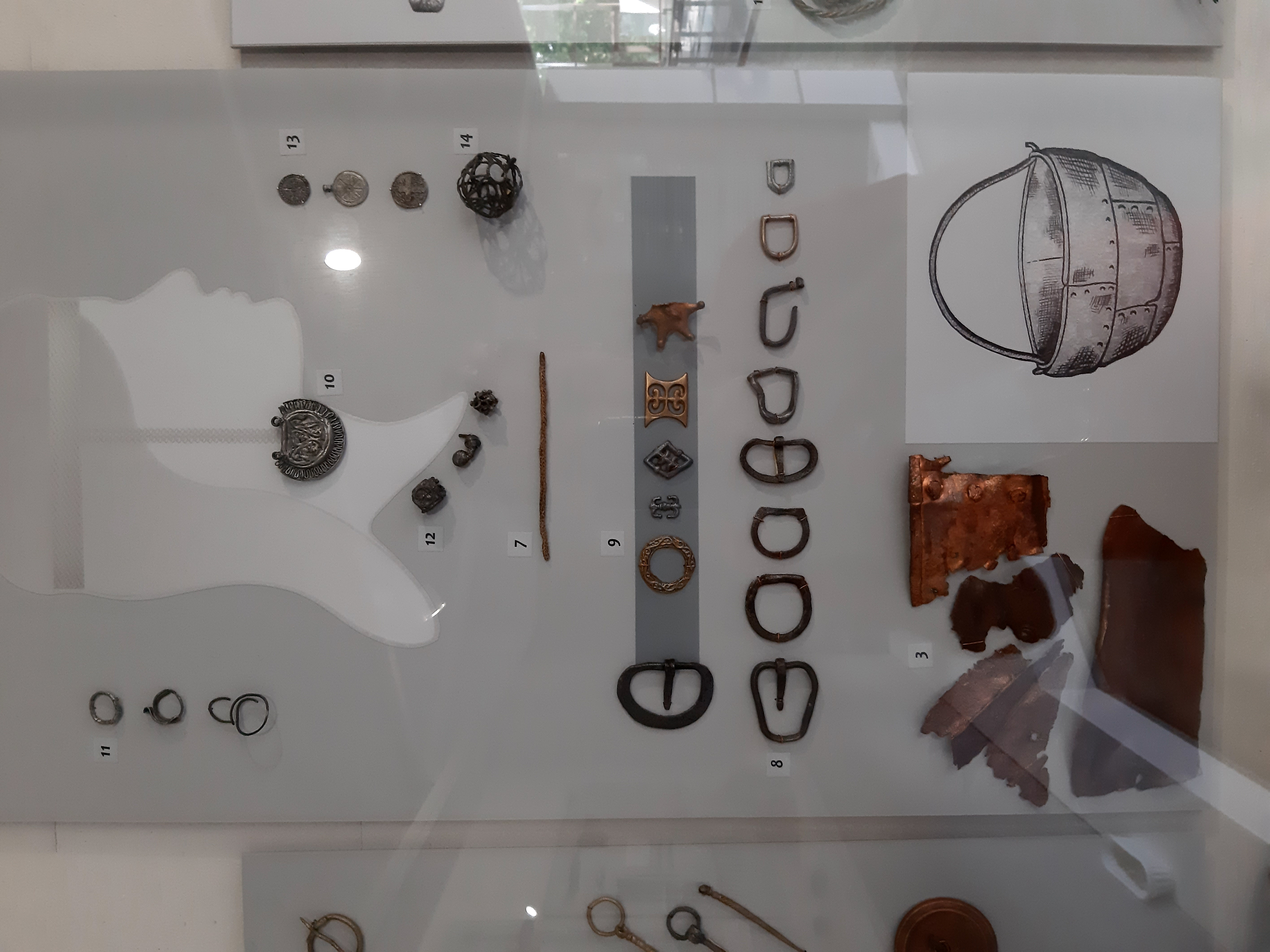
Wystawa elementów metalowych
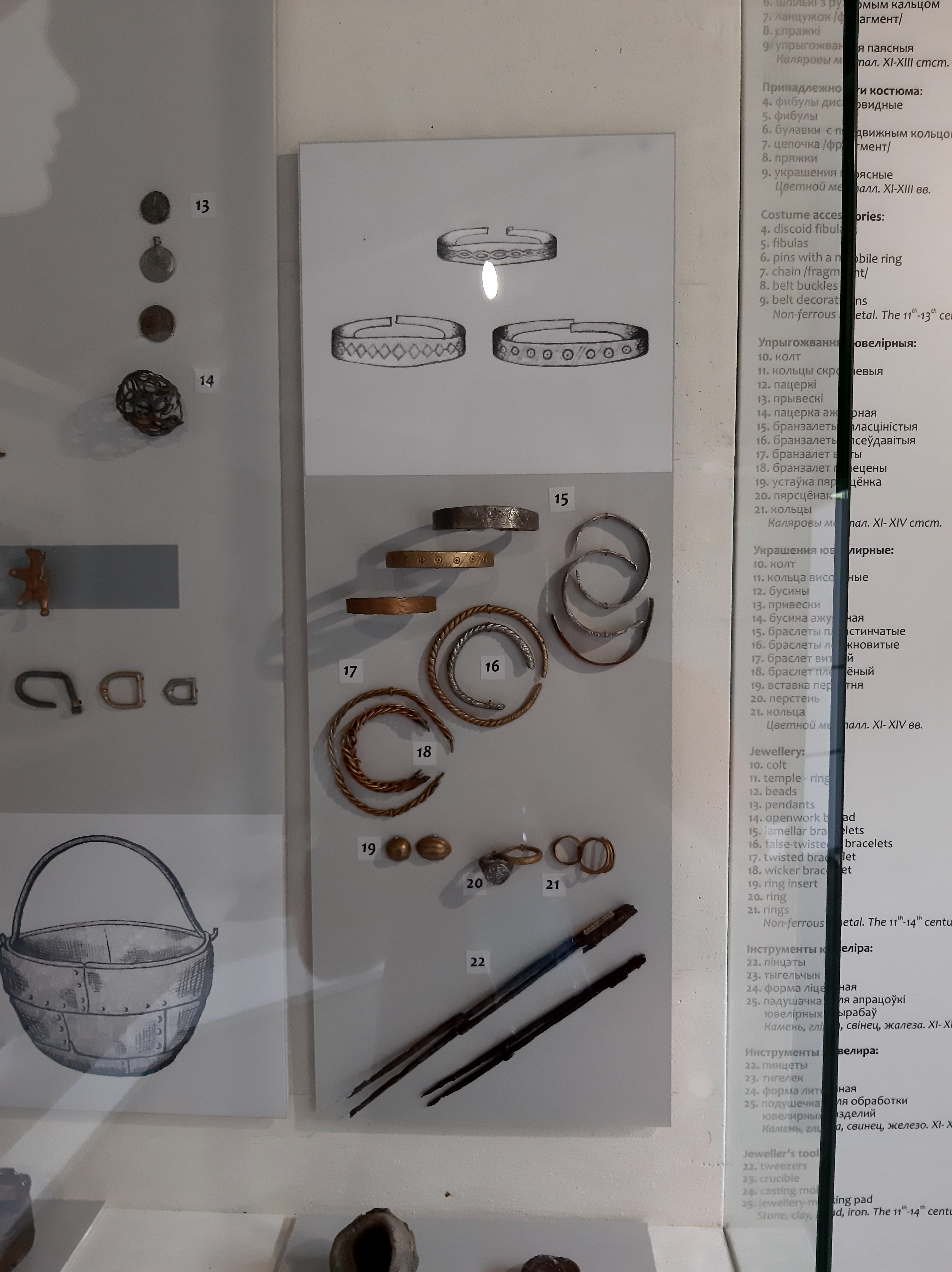
Wystawa bransolet
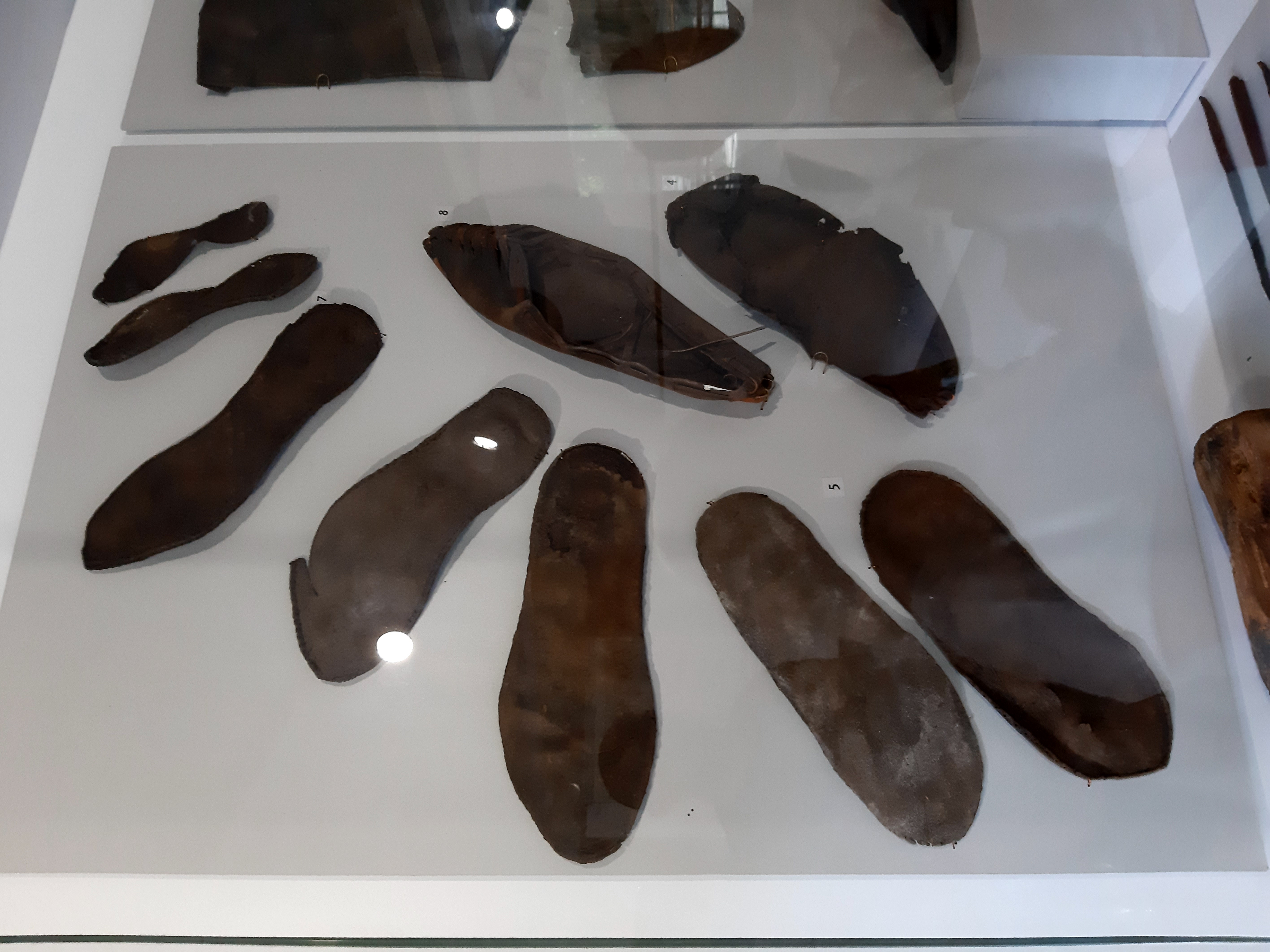
Wystawa skórzanego obuwia
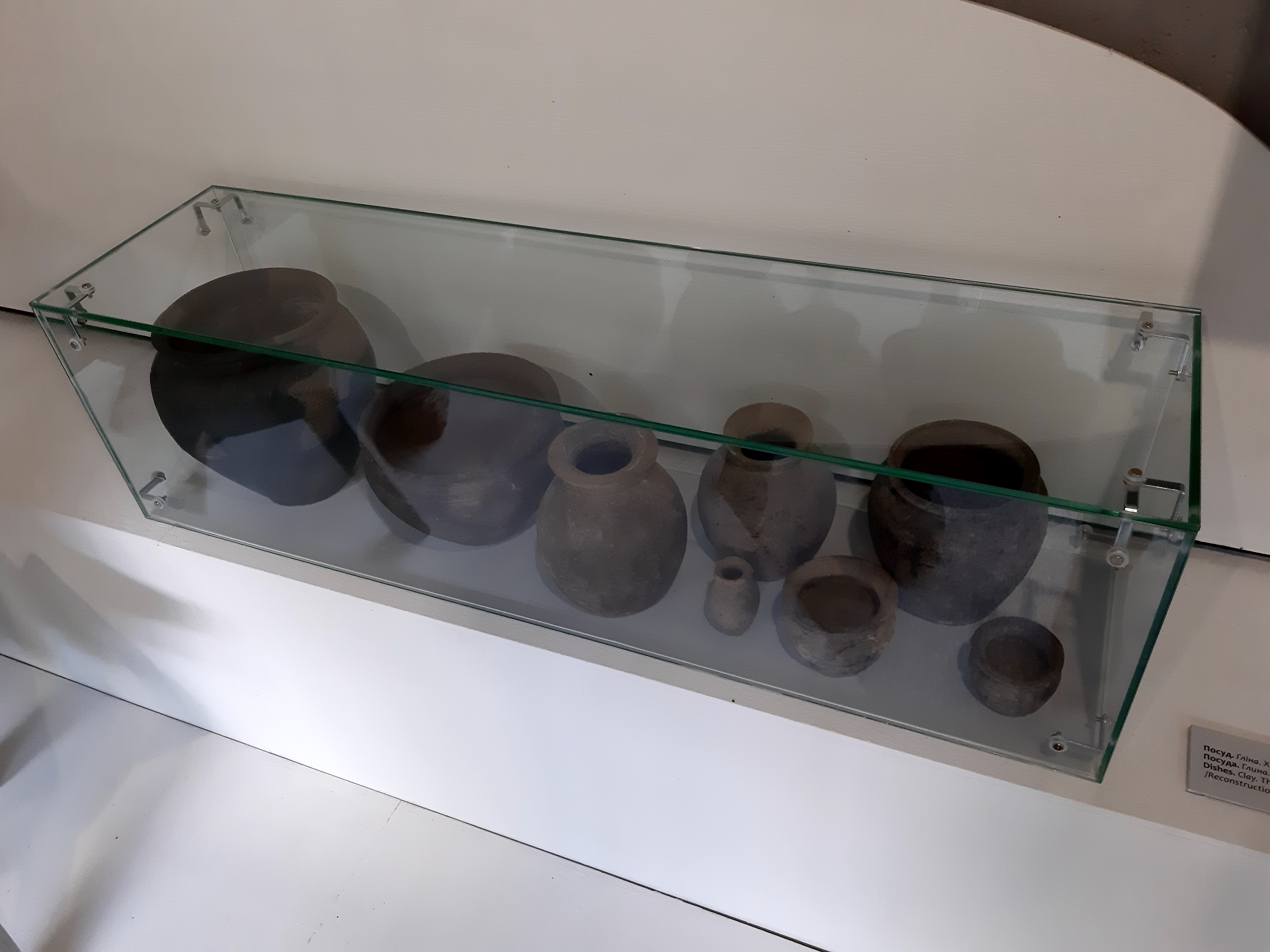
Wystawa ceramiki
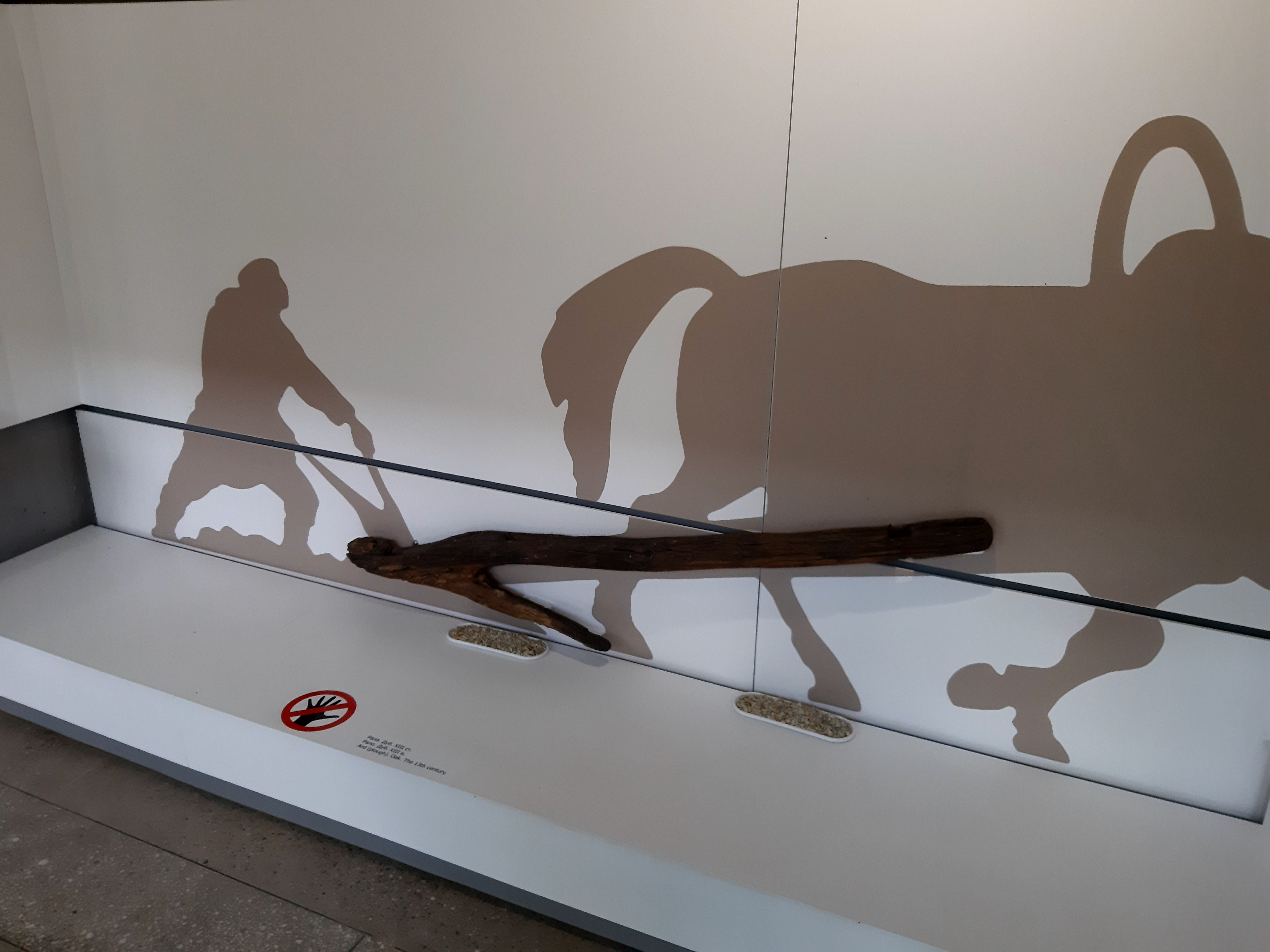
Dębowe radło
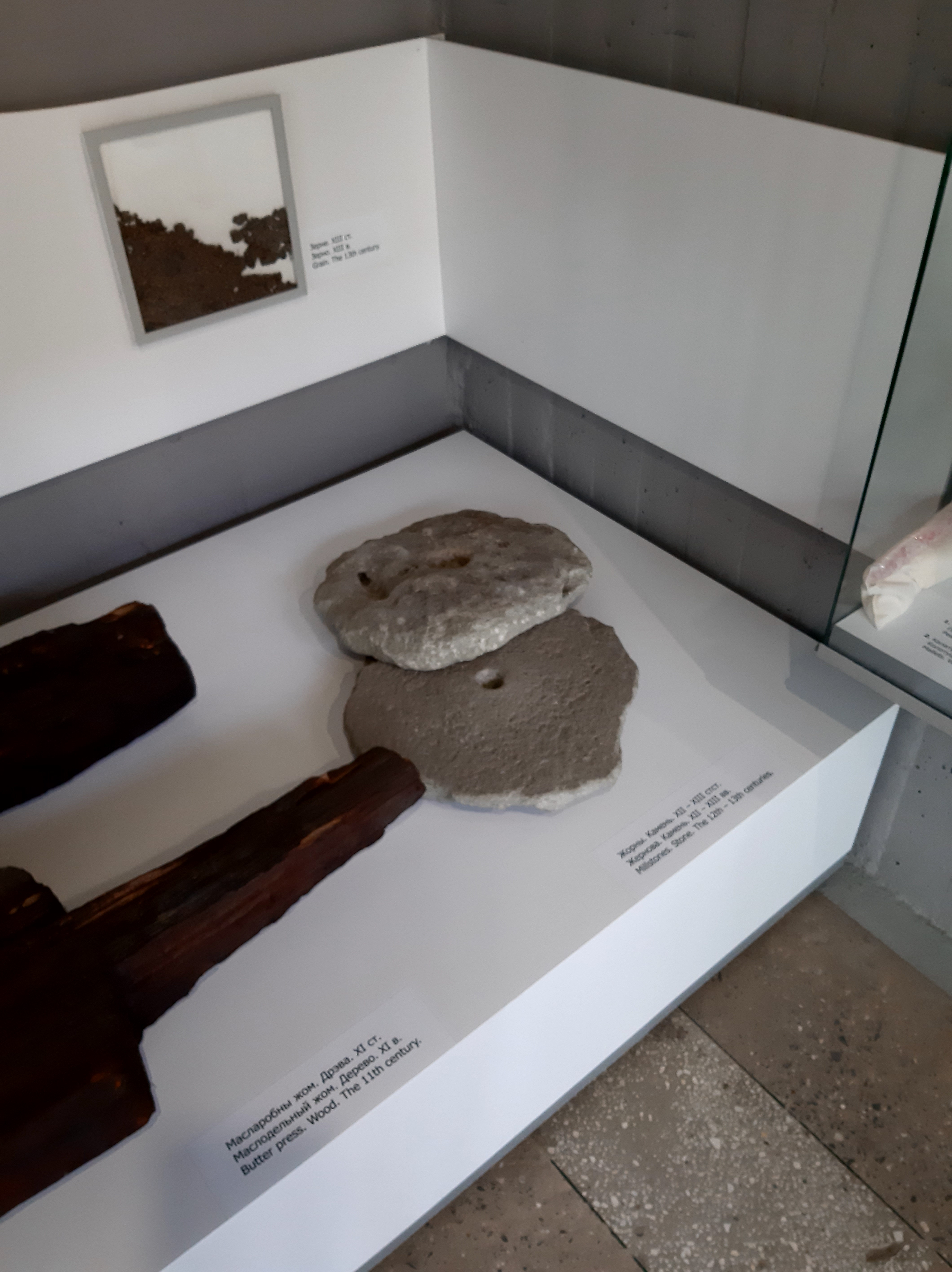
Kamienne żarna
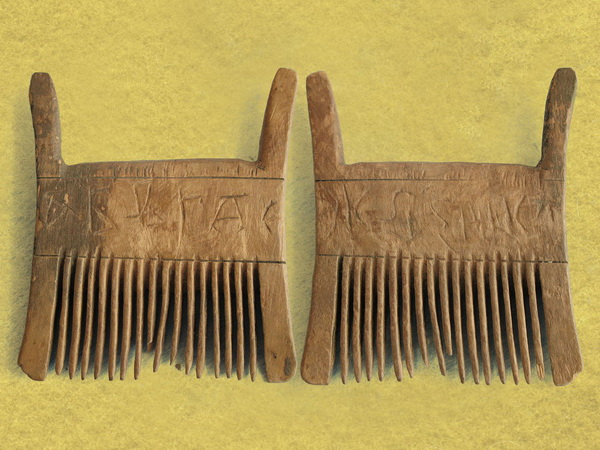
Grzebień z literami cyrylicy